# Quilpie
Quilpie – miasto (town) w Australii, w południowej części stanu Queensland, w hrabstwie Quilpie, położone nad rzeką Bulloo. W 2006 roku miasto liczyło 560 mieszkańców.